# 土一海人
土一 海人（どいち かいと、1999年7月2日 - ）は、ラグビーユニオンの選手。ジャパンラグビーリーグワンの横浜キヤノンイーグルスに所属している。

## 略歴
東海大相模高校時代、高校日本代表に選ばれた。
2018年、東海大学に入る。
2022年、日野レッドドルフィンズに加入。同年12月17日に行われたJAPAN RUGBY LEAGUE ONE第1節日本製鉄釜石シーウェイブス戦に途中出場でリーグワン公式戦初出場を果たした。
2023年、東京サントリーサンゴリアスに加入。2025年6月退団。
2025年6月30日、横浜キヤノンイーグルスへの入団を発表した。